# جاكي كيلسو
جاكي كيلسو (بالإنجليزية: Jackie Kelso)‏ هو عازف جاز أمريكي، ولد في 27 فبراير 1922 في لوس أنجلوس في الولايات المتحدة، وتوفي في 28 أبريل 2012 في بيفرلي هيلز في الولايات المتحدة بسبب مرض.

## وصلات خارجية
- جاكي كيلسو على موقع ميوزك برينز (الإنجليزية)
- جاكي كيلسو على موقع أول ميوزيك (الإنجليزية)
- جاكي كيلسو على موقع ديسكوغز (الإنجليزية)